# Out im Kino
Out im Kino ist ein Standard-Nachschlagewerk von Axel Schock und Manuela Kay zum lesbisch-schwulen Filmschaffen. Die Erstausgabe erschienen 2003 im Berliner Querverlag.

## Lexikon
Das Lexikon verzeichnet rund 1000 Spiel- und Dokumentarfilme von den Anfängen des Kinos bis 2003 mit ausführlichen Inhaltsangaben und einem Namens-, Titel- und Themenregister.
Verzichtet wurde auf Kurz- und TV-Filme. Kritisch dargestellt werden alle abendfüllenden Produktionen, die bis zum Redaktionsschluss einen deutschen Verleih und so regulär den Weg in die Kinos gefunden hatten.
„Zwar werden weltweit insbesondere seit den 90er Jahren lesben- und schwulenrelevante Filme produziert, lediglich etwa Hälfte davon finden den Weg in unsere Kinos – und damit in dieses Lexikon“, erklären die Autoren im Vorwort. Ausnahmen seien nur dort gemacht worden, wo der einzelne Film eine solch wichtige Bedeutung besitze, dass die einschränkenden Kriterien ausnahmsweise außer Acht gelassen worden seien.

„Die Spannbreite ist weit: Aufgelistet werden homophobe Machwerke wie "Anders als du und ich" (1957) des NS-Propagandisten Veit Harlan, radikale Polit-Statements der Homo-Bewegung, einige hanebüchene Soft-Pornos und viele schöne, intelligente Spielfilme. Dazwischen findet sich freilich auch einiges Gutgemeintes und Sensationsfiebriges - da werden Lesben und Schwule ausgebeutet als Deko-Element oder sollen Fortschrittlichkeit signalisieren, die aber zur Pseudotoleranz verkommt. (…)“

„In dieses reich mit Fotografien ausgestattete, anspruchsvoll gestaltete Filmlexikon hat alles Eingang gefunden, was nicht heterosexuell ist und einem deutschen Publikum bisher im Kino zugänglich war: 335 Männer im Fummel etwa, 10 grausame Gefängniswärterinnen, Kussszenen, die in Hollywood durchgefallen wären, 7 lesbische Dienstmädchen und ein schwuler Hund, wie die Herausgeber Manuela Kay und Axel Schock gutgelaunt bemerken.(…)“

## Vorträge
Unter gleichem Titel hält Axel Schock Vorträge mit Filmbeispielen zur Geschichte des lesbisch-schwulen Kinos, so u. a. beim Turin International Gay & Lesbian Film Festival, Mardi Gras Filmfestival Sydney, Lesbisch-schwule Filmtage Hamburg, Festival lezbinega in gejevskega filma Ljubljana, Pinkapple Zürich, Kino International Berlin und Queerfilm Festival Bremen.

„Mit ihrem lesbisch-schwulen Filmlexikon ‚Out im Kino’ haben Manuela Kay und
Axel Schock ein für Europa einmaliges Nachschlagewerk geschaffen. Der
unterhaltsame Vortrag beginnt mit dem ersten Auftritt einer Lesbe im Film, geht
weiter zur ersten Schwulen- bzw. Lesben-Bar, die je im Film zu sehen waren, über
den deutschen Film bis hin zu neuen Tendenzen aus Hollywood. Aufgezeigt wird
Kurioses, Homophobes, Dramatische und Historisches. Natürlich immer – dem
Medium Film entsprechend – unter die Haut gehend und sinnlich!“